# Пошутовка
Пошуто́вка (рос. Пошутовка) — село у складі Нижньоломовського району Пензенської області, Росія.
Населення — 27 осіб (2010; 50 у 2002).
Національний склад станом на 2002 рік:
- росіяни — 96 %